# Acacia nitidula
Acacia nitidula é uma espécie de leguminosa do gênero Acacia, pertencente à família Fabaceae.